# Provincia di Preah Vihear
La provincia di Preah Vihear è una provincia della Cambogia situata nella parte settentrionale. Il suo capoluogo è la città di Tbaeng Meanchey.

## Descrizione
La Provincia di Preah Vihear è situata nel nord del paese. È delimitata lungo il confine con la Thailandia dai Monti Dângrêk ed è una delle nove provincie cambogiane a far parte della Riserva della Biosfera del Tonlé Sap.
Le attrazioni maggiori della provincia sono l'omonimo tempio di Preah Vihear, Patrimonio dell'umanità dell'UNESCO dal 2008, ed altri complessi architettonici del periodo angkoriano, quali Koh Ker e Preah Khan Kompong Svay, oltre a quelli naturali ed al paesaggio in generale.

## Amministrazione
La Provincia di Preah Vihear è divisa in 7 distretti:
- 1301 Chey Saen - ជ័យស៊ាន
- 1302 Chhaeb - ឈ្នែប
- 1303 Choam Khsant - ជាំក្សាន្ត
- 1304 Kuleaen - គូលេន
- 1305 Rovieng - រវៀង
- 1306 Sangkom Thmei - សង្គមថ្មី
- 1307 Tbaeng Meanchey - ត្បែងមានជ័យ